# Kingdom Hearts II
Kingdom Hearts II is een Japans actierollenspel (ARPG) gemaakt door Square Enix en is voor het eerst uitgebracht in 2005 voor de PlayStation 2. Het is, ondanks de titel, het derde deel uit de Kingdom Hearts serie na Kingdom Hearts en Kingdom Hearts: Chain of Memories. In het spel gaat Sora samen met Goofy en Donald verder reizen en werelden bezoeken uit de universums van Walt Disney in hun strijd tegen de duistere Heartless.

## Verhaal
Kingdom Hearts II begint met het verhaal van een jongen genaamd Roxas die samen met zijn vrienden (Hayner, Pence en Olette) het beste probeert te maken van de resterende zeven dagen van hun zomervakantie. 
Er gebeuren vreemde dingen in Twilight Town, het dorp waar de kinderen wonen. Van diverse mensen zijn spullen gestolen, en Roxas en zijn vrienden worden hiervan beschuldigd. Wanneer Roxas de echte dief gevonden heeft blijkt deze niet menselijk, een mysterieus wapen verschijnt in Roxas' hand waarmee hij de dief weet te overmeesteren. Uiteindelijk ontmoet Roxas Naminé en zij vertelt hem dat hij de Nobody is van Sora. Om Sora wakker te maken moet Roxas terug samengevoegd worden met Sora.
Wanneer Sora wakker wordt, vertrekt hij naar Yen Sid, Mickeys tovenaarsmeester, om meer over de Nobodies te horen. Wanneer een mens zijn hart verliest met een sterke wil, wordt dat hart een Heartless, en de restanten: het lichaam en de ziel, worden een Nobody. In Chain of Memories heeft de speler zo al zes Nobodies ontmoet. De allersterkste Nobodies zijn lid van Organization XIII, zij commanderen de minder sterke Nobodies. 
Yen Sid stuurt Sora, Donald en Goofy naar de zoektocht voor Riku en Kairi.

## Gameplay

### Party members en support members
Opnieuw wordt Sora (bijna) altijd bijgestaan door Donald en Goofy, en zijn er in specifieke werelden personages die helpen en toegevoegd kunnen worden aan het team. Dit zijn Aladdin (Agrabah), Jack Skellington (Halloween Town), Jack Sparrow (Port Royal), Simba (Pride Lands), Beest (Beast's Castle), Ariël (Atlantica), Tron (Space Paranoids), Auron (Olympus Coliseum), Mulan (The Land of Dragons), en Riku (The World That Never Was).

### Nieuw
- Sora verandert opnieuw van uiterlijk in bepaalde werelden. In Atlantica is hij wederom een zeemeerman (met een dolfijnenstaart), in Halloween Town is hij weer een verklede vampier, in Pride Lands is hij een leeuwenwelp, in Timeless River heeft hij het uiterlijk van een ouderwets tekenfilmfiguur en in Space Paranoids heeft hij een elektronisch pak aan.
- Soms doet de kans zich voor om een speciale aanval op een vijand te lanceren: een Reaction Command. Dit doet de speler dan met het driehoekje wanneer dit boven Command verschijnt. Deze moves brengen Sora vaak in het voordeel. De Reaction Command dient ook voor andere dingen. Glijden met het skateboard, het openen van kistjes, mensen aanspreken gebeurt nu allemaal met het driehoekje.
- Sora kan weer meedoen aan toernooien (cups). Sora kan ze alleen bespelen in de onderwereld.
- Het summon-systeem is veranderd. Summons zijn nu rechtstreeks van uit de command te bereiken en spelen handiger dan in Kingdom Hearts. De summons in Kingdom Hearts II zijn: Stitch uit Lilo & Stitch (2002), Tinkelbel uit de Peter Pan film uit 1953, Geest uit Aladdin en Chicken Little uit de gelijknamige film uit 2005.
- De speler heeft nu meer magiepunten (MP). Hierdoor is ook de magie die je kan casten aangepast. Als Sora's MP op is wordt de balk paars en zal langzaam zijn MP herstelt worden.
- Naast normaal reizen via het gummi-ship kan Sora nu ook bonusmissies uitvoeren.
- Als laatste, co-op moves (Limits). In een co-op move werkt Sora samen met een teamlid, om zo massale schade aan te richten op vijanden, vooral op sommige eindvijanden zijn deze moves heel handig. Deze vaardigheden gebruiken al de magic-points op.

## Hoofdpersonen
- Sora
- Kairi
- Riku
- Naminé
- DiZ
- Ansem the Wise

### Disney
- King Mickey
- Goofy
- Donald
- Maleficent
- Pete

### Organization XIII
- Xemnas
- Xigbar
- Xaldin
- Vexen
- Lexaeus
- Zexion
- Saïx
- Axel
- Demyx
- Luxord
- Marluxia
- Larxene
- Roxas

## Werelden
- Twilight Town
- Hollow Bastion / Radiant Garden
- The Land of Dragons (Mulan)
- Beast's Castle (Belle en het beest)
- Olympus Coliseum (Hercules)
- Disney Castle
- Timeless River
- Port Royal (Pirates of the Caribbean)
- Agrabah (Aladdin)
- Halloween Town / Christmas Town (The Nightmare Before Christmas)
- Pride Lands (The Lion King)
- Atlantica (De kleine zeemeermin)
- 100 Acre Wood (Het Grote Verhaal van Winnie de Poeh)
- Space Paranoids (Tron)
- The World That Never Was